# In Our Heads
In Our Heads é o quinto  álbum de estúdio da banda britânica Hot Chip. Foi lançado em 6 de junho de 2012 pela Domino Records.

## Lista de faixas
| N.º | Título                  | Duração |  |
| 1.  | "Motion Sickness"       | 5:21    |  |
| 2.  | "How Do You Do?"        | 4:45    |  |
| 3.  | "Don't Deny Your Heart" | 4:31    |  |
| 4.  | "Look at Where We Are"  | 3:59    |  |
| 5.  | "These Chains"          | 4:16    |  |
| 6.  | "Night & Day"           | 4:31    |  |
| 7.  | "Flutes"                | 7:05    |  |
| 8.  | "Now There Is Nothing"  | 4:00    |  |
| 9.  | "Ends of the Earth"     | 5:41    |  |
| 10. | "Let Me Be Him"         | 7:41    |  |
| 11. | "Always Been Your Love" | 5:04    |  |

## Desempenho nas tabelas musicais

### Posições
| Tabela musical (2012)                                  | Melhor posição |
| ------------------------------------------------------ | -------------- |
| Alemanha - Media Control Charts                        | 43             |
| Austrália - ARIA Charts                                | 19             |
| Áustria - Ö3 Austria Top 40                            | 63             |
| Bélgica - Ultratop 50 (Flandres)                       | 24             |
| Bélgica - Ultratop 40 (Valônia)                        | 54             |
| Canadá - Canadian Albums Chart                         | 59             |
| Dinamarca - Tracklisten                                | 36             |
| Escócia - The Official Charts Company                  | 21             |
| Espanha - Productores de Música de España              | 85             |
| Estados Unidos - Billboard 200                         | 62             |
| Estados Unidos - Dance/Electronic Albums               | 1              |
| França - Syndicat National de l'Édition Phonographique | 50             |
| Irlanda - Irish Recorded Music Association             | 12             |
| Japão - Oricon                                         | 203            |
| Países Baixos - MegaCharts                             | 91             |
| Reino Unido - UK Albums Chart                          | 14             |
| Reino Unido - UK Dance Chart                           | 1              |
| Suécia - Sverigetopplistan                             | 39             |
| Suíça - Schweizer Hitparade                            | 27             |